# 拆彈少年
《拆彈少年》（中国大陆：《地雷区》）是一部2015年丹麥和德國合拍的歷史劇情片，由馬汀·贊帝維執導和編劇。電影於2015年多倫多國際影展作全球首映，並由丹麥提交至第89屆奧斯卡金像獎角逐最佳外語片的電影。

## 劇情
故事是由真實事件所啟發。敘述於1945年5月，在納粹德國投降後，德佔丹麥被解放。一群德國少年戰俘為了負起戰爭的責任，在丹麥海邊以血肉之軀親身將眼前沙灘中所埋的數萬枚地雷全清除乾淨，才得以重回睽違多年的家園。

## 反響
《拆彈少年》贏得了影評人和觀眾的一致好評。電影在多倫多國際影展放映後，獲得了全場起立鼓掌的肯定。多數影評人認為這是年度最佳的丹麥電影。
電影贏得了許多獎項，包括波迪獎的最佳男主角、最佳男配角與最佳丹麥電影，第89届奥斯卡金像奖最佳外语片提名。

## 外部連結
- 互联网电影数据库（IMDb）上《拆彈少年》的资料（英文）
- 爛番茄上《拆彈少年》的資料（英文）